# Roberto Cordone
Roberto Cordone (* 11. April 1941 in Vallecrosia, Ligurien) ist ein in Köln lebender italienischer Maler und Bildhauer.

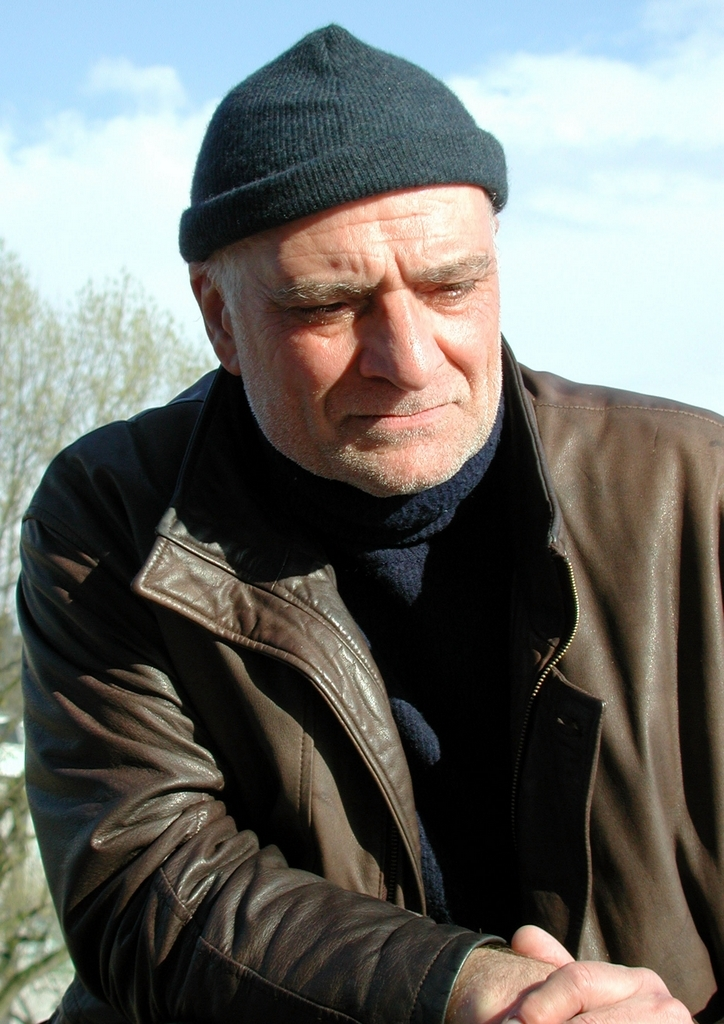
Roberto Cordone (2001)

## Leben

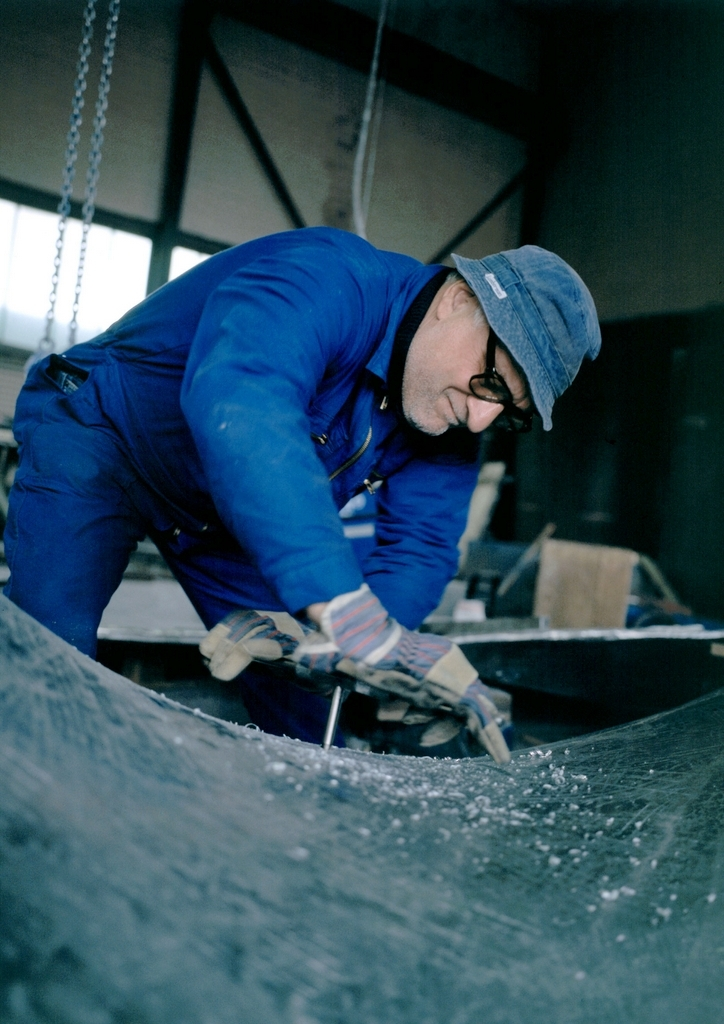
Roberto Cordone Arbeit an Movimento Ellissoidale (2001)

Cordone erhielt eine Ausbildung bei dem Maler Enzo Maiolino, Bordighera. 1957 entstanden erste plastische Arbeiten. 1960 übersiedelte er nach Deutschland. Ab 1966 beteiligte er sich an Einzel- und Gruppenausstellungen in Museen und Galerien und erhielt Aufträge für großformatige Werke an öffentlichen Orten.
Cordone ist gewähltes Mitglied der Accademia Tiberina in Rom.

## Werk
Cordones Œuvre umfasst in der Hauptsache Skulpturen aus Bronze, Edelstahl, Titan- und Aluminiumlegierung. Seine Werke sind in ihren Anfängen der Tradition der klassischen Moderne des 20. Jahrhunderts verpflichtet, die das Abbildhafte zurückstellt und in der Abstraktion neue Inhalte sucht. In vielen seiner Werke kommt es zu einer „Symbiose aus organisch Wachsendem und technisch Konstruiertem“ (Gerlach-Laxner), wodurch laut Hans Ost „eine andere, eine höhere Natur aus dem Geiste“ geschaffen wird.
Eine größere Anzahl an Werken befindet sich in deutschen Museen und der Galleria Nazionale d’Arte Moderna in Rom.

### Werkgruppen (Skulptur)
Perpendicolari

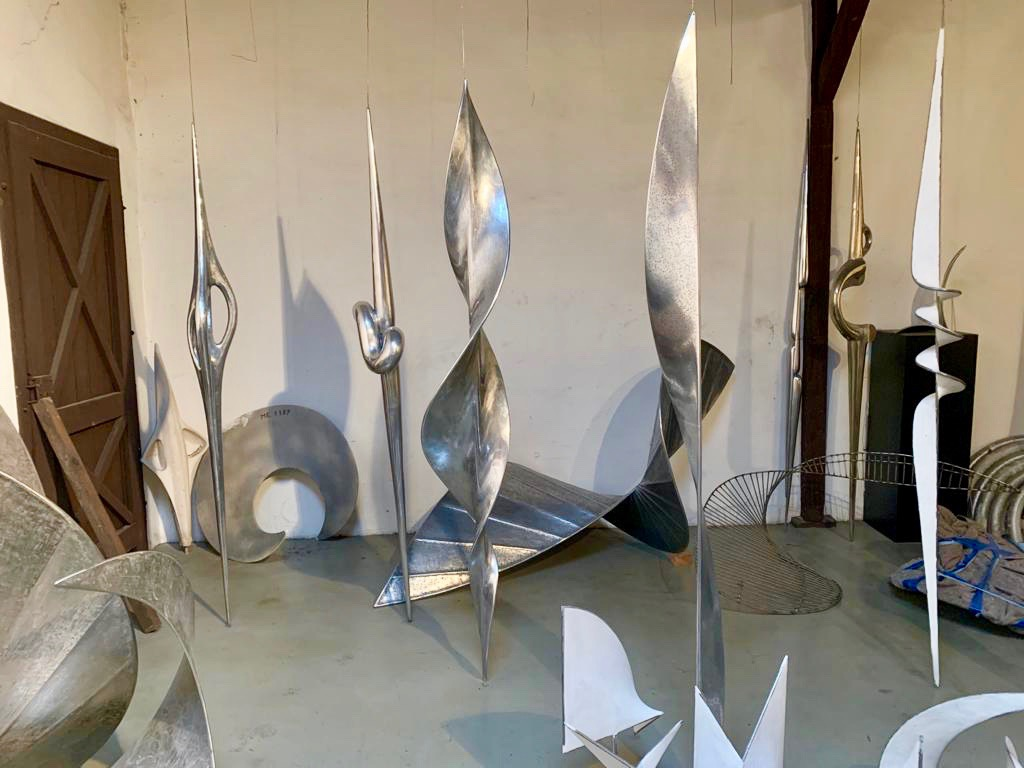
Roberto Cordones Perpendicolari in seinem Atelier

Nach figürlichen Anfängen entstand Mitte der 60er Jahre die als Perpendicolari betitelte Werkgruppe, mit der Cordone der „Schritt vom Gegenständlichen ins Abstrakte und zugleich der Durchbruch zu künstlerischer Eigenständigkeit“ gelang. Seine lebensgroßen, in vertikaler Axialität geschaffenen Perpendicolari sind schlanke Skulpturen aus Metall, die nur durch dünne Drähte nahezu unmerklich an der Decke befestigt sind. Sie berühren den Boden nur leicht und lassen sich durch den leisesten Anstoß in eine feine Drehung oder Schwingung versetzen, so dass sie zu schweben scheinen. Bewegung und scheinbare Schwerelosigkeit werden zum Charakteristikum des künstlerischen Ausdrucks. Bei aller Ungegenständlichkeit und Härte des Materials ist das Organische in seinem Werk stets präsent und sinnlich erfahrbar, ihre Formgebung auf „menschliches Maß und Proportionen bezogen“.
Vertikali
Die Vertikali bilden eine Gruppe überlebensgroßer Objekte aus Edelstahl, die vorwiegend für den freien Raum und ihren Bezug zur Architektur konzipiert sind. Sie bestehen aus einem Säulenschaft und streng methodisch eingefügten Kugelsegmenten, die symmetrisch oder asymmetrisch aufeinander bezogen sind.
Componibili
Eine besondere, neue Art der Formgestaltung stellen die Kunststoff-Skulpturen Componibili von 1972/73 in der Sammlung der Bayer AG dar, die sich variabel aufstellen lassen und damit immer neue Formlösungen bilden. Eine Weiterentwicklung ist in der Skulptur 'Cyclopentan' (1973) zu sehen, die aus dem Mittelelement der Componibili (Tetraeder) entstanden ist. Diese Skulpturen feierten 2023 mit einer Ausstellung in Köln ihr 50-jähriges Jubiläum.
Velari
Aus den Perpendicolari entwickelt sich die Velari genannte Gruppe, Skulpturen, die ebenfalls axial und sockelfrei konzipiert sind. Diese Arbeiten erscheinen in ihrer Beweglichkeit nicht von der fixierten Vertikalachse abhängig, sondern können vom Betrachter vielgestaltig im Raum bewegt werden. Ihre Formgebung lässt an die wellenförmige Bewegung von Segeln im Wind denken oder auch an Flügel, wie in der religiös motivierten Flügel-Skulptur Angelus (2004) zu sehen.
Elicoidali
Cordones Elicoidali, die 1991 eine wiederum neue Werkgruppe spiralförmiger Skulpturen bilden, sind das „folgerichtige Ergebnis langer künstlerischer Arbeit“. In ihnen offenbart sich ein „neues Gestaltungsprinzip und eine bemerkenswerte Variationsbreite“ des Formeninventars mit dem Ziel, den Skulpturen raumgreifend eine freie, multiaxiale Mobilität zu verschaffen. Durch die Reduktion des plastischen Volumens erhalten sie trotz der Schwere und Härte des Materials eine optische Leichtigkeit, die sie von den Gesetzen der Schwerkraft unabhängig zu machen scheinen. Die Elicoidali lassen zudem erkennen, dass bei einer abrollenden Bewegung die „Kanten der Objekte regelmäßige geometrisch-sphärische Abwicklungsflächen auf dem Boden erzeugen“, wobei die dreidimensionale Plastik als plane Form projiziert erscheint.

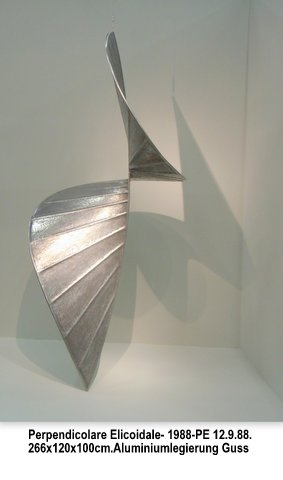
Perpendicolare Elicoidale (1988) at Art Cologne, 2014

In dem Projekt „Skulptur und Tanz“ wurden die Elicoidali zusammen mit den Perpendicolari auf die Bühne gebracht.
Ellissoidale

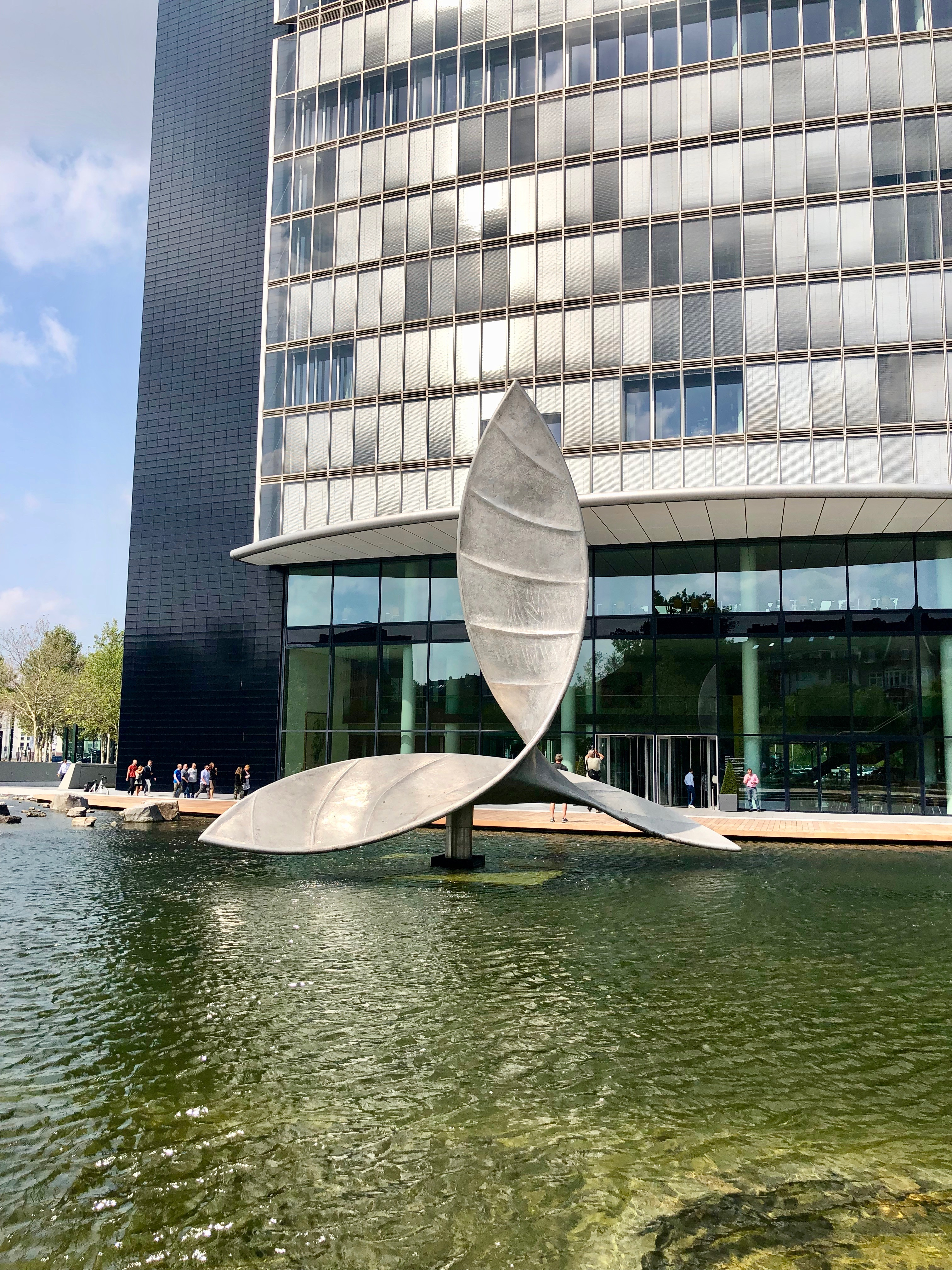
Movimento Ellissoidale (2001) vor dem ARAG-Tower in Düsseldorf

Im Jahr 2001 gestaltete er aus einer Aluminiumlegierung die monumentale Skulptur Movimento Ellissoidale, die vor dem ARAG-Tower in Düsseldorf steht. Ein „inneres Dreh- und Pendellager gestattet der großen Skulptur ein flexibles Manövrieren wie ein Segelschiff ... das sich nautisch korrekt in den Wind“ stellt.

#### Fotoleinwände „Skulptur und Tanz“
In den 1993 entstandenen Fotoleinwänden sind die Werkgruppen der Perpendicolari und Elicoidali die Grundlage der bildnerischen Darstellung in deutlichem Bezug zu dem Projekt „Skulptur und Tanz“.

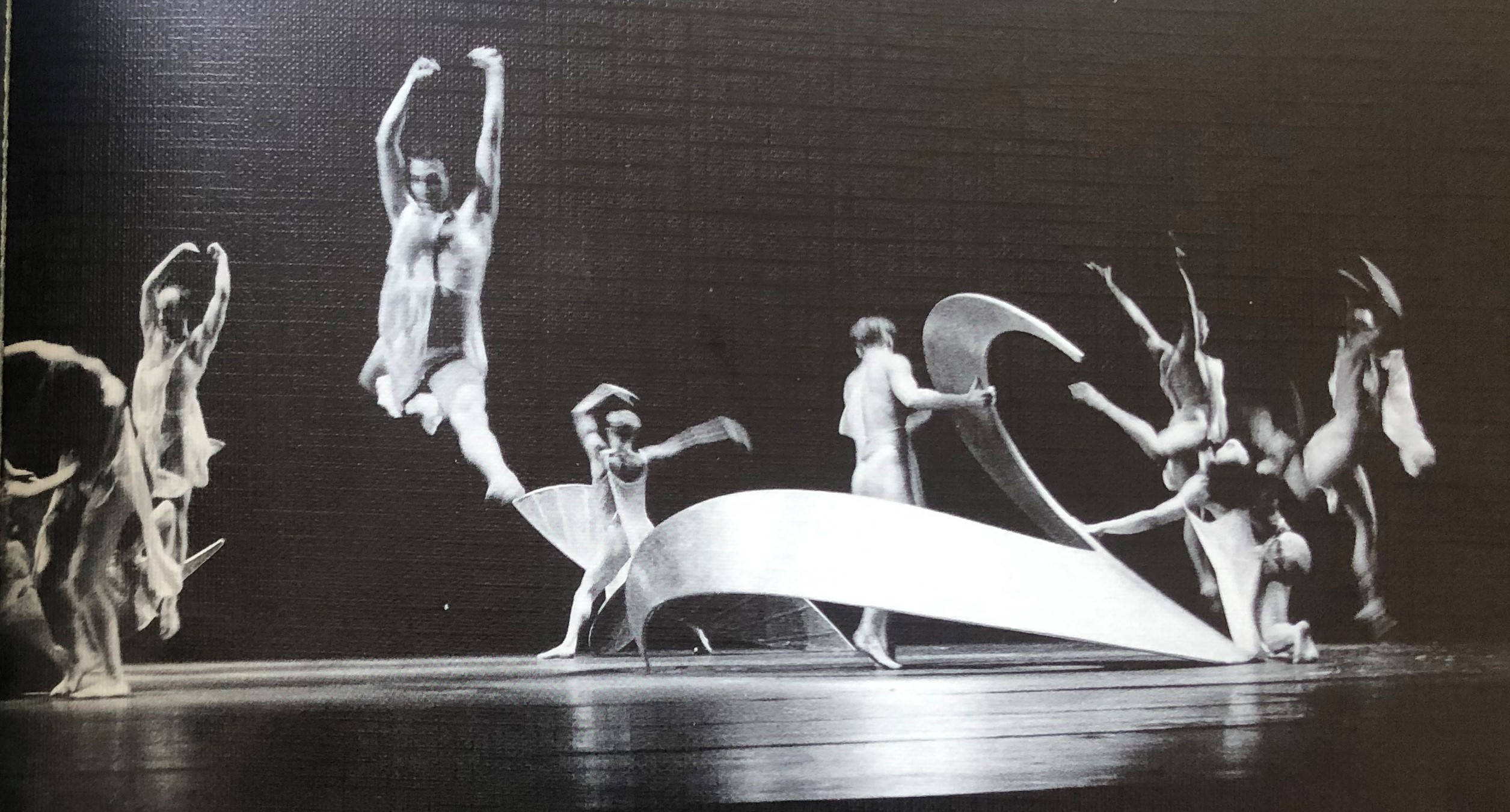
Cordone Fotoleinwand von Skulptur und Tanz (1995)

## Standorte (Auswahl)

### Museen
- Leopold-Hoesch-Museum / Düren
- Karl-Ernst-Osthaus-Museum / Hagen
- Kunstpalast / Düsseldorf
- Galleria Nazionale d’Arte Moderna / Rom
- Museum Morsbroich / Leverkusen
- Museum Ludwig / Köln
- Erzbischöfliches Diözesan-Museum / Köln

### Werke an öffentlichen Orten
- Hessischer Rundfunk / Frankfurt a. Main
- Bayer AG / Leverkusen
- Hauptverwaltung Karstadt AG / Essen
- Geschwister-Scholl-Schule / Solingen[19]
- Kaufmännische Berufsschule / Düsseldorf
- Johnson & Johnson / Düsseldorf
- Westdeutsche Landesbank / Düsseldorf
- Westdeutsche Genossenschafts-Zentralbank / Düsseldorf
- Deutsche Entwicklungsgesellschaft / Köln
- Stadtsparkasse – Technisches Zentrum / Köln
- Evangelische Kirche und Clarenbach-Stift / Köln
- WDR / Köln
- AXA Colonia / Köln
- ARAG-Tower entworfen von Sir Norman Foster u. Friedel Kellermann / Düsseldorf

## Einzelausstellungen (Auswahl)
- 1966 Galerie Contempora Kunsthaus Lempertz Köln
- 1969 Museum Folkwang Essen
- 1972 Museum Neue Galerie Aachen (heute: Ludwig Forum für Internationale Kunst)
- 1975 Osthaus Museum Hagen
- 1990 Skulptur und Tanz im Lehmbruck Museum Duisburg, Museum Morsbroich Leverkusen, Museum Kunstpalast Düsseldorf
- 2011 Galerie Schlichtenmaier Schloss Dätzingen Grafenau
- 2014 art Karlsruhe ‘one-artist-show’, Galerie Zellermayer
- 2014 Galerie Zellermayer, Berlin
- 2018 40 Jahre Galerie Schlichtenmaier
- 2023 Stoff-Pavillon Moeller, Köln[20]

## Belege
1. ↑  Uta Gerlach-Laxner: Roberto Cordone. Hrsg.: Galerie Schlichtenmaier. Schloss Dätzingen 2011 (schlichtenmaier.de [PDF]).
2. ↑  Hans Ost: Roberto Cordone. Hrsg.: Galerie Apicella. Köln 1990.
3. ↑  Uta Gerlach-Laxner: Roberto Cordone. Galerie Schlichtenmaier, 2011, abgerufen am 14. Februar 2019.
4. ↑  Bermel von Luxburg Gallery, Berlin: Roberto Cordone.mp4. 27. März 2021, abgerufen am 30. April 2021.
5. ↑  Hans Ost: Roberto Cordone. Hrsg.: Galerie Apicella. Köln 1990.
6. ↑  SkulpTour Düsseldorf. Abgerufen am 15. Februar 2019.
7. ↑  Bayer-Ausstellung „Von Beckmann bis Warhol“ im Gropius-Bau. In: Fotogalerie, Bild 11. Abgerufen am 14. Februar 2019.
8. ↑  ravail khan | designboom: roberto cordone's iconic componibili sculptures celebrate their 50th anniversary in cologne. 24. November 2023, abgerufen am 29. November 2023 (englisch).
9. ↑  Ein Engel im Garten. Abgerufen am 15. Februar 2019.
10. ↑  Hans Ost: Roberto Cordone. Galerie Apicella, Köln 1990.
11. ↑  Uta Gerlach-Laxner: Roberto Cordone. Galerie Schlichtenmaier, 2011, abgerufen am 14. Februar 2019.
12. ↑  Skulpturenpark Schloss Morsbroich, Roberto Cordone. Abgerufen am 15. Februar 2019.
13. ↑  Hans Ost: Roberto Cordone. Hrsg.: Galerie Apicella. Köln 1990.
14. 1 2  Arte: 22.11.1993, WDR: 4.11.1994 (Hrsg.): Film: Tanz und Skulptur „Schweres Metall und leichte Schritte“. 1993.
15. 1 2  Horst Simschek: Tanz ist Verwandlung. 15. Oktober 2020, abgerufen am 24. Oktober 2020.
16. 1 2  Galerie Schlichtenmaier: »Tanz ist Verwandlung« – Gerlinde Beck zum 90. Geburtstag Teil 2. 10. Oktober 2020, abgerufen am 24. Oktober 2020 (deutsch).
17. ↑  Unterwegs in Düsseldorf: Das Hochhaus im Grünen. Abgerufen am 15. Februar 2019.
18. ↑  Gerhard Kolberg: Movimento Ellissoidale. Roberto Cordone. Düsseldorf 2001, ISBN 3-00-008324-3.
19. ↑  Mechanischer Baum. Abgerufen am 15. Februar 2015.
20. ↑  50 Jahre ComponibilIi. designboom.com.

| Personendaten    | Personendaten                     |
| ---------------- | --------------------------------- |
| NAME             | Cordone, Roberto                  |
| KURZBESCHREIBUNG | italienischer Maler und Bildhauer |
| GEBURTSDATUM     | 11. April 1941                    |
| GEBURTSORT       | Vallecrosia, Ligurien             |